# Battaglia di Sardarapat
La battaglia di Sardarapat o battaglia di Sardarabad (armeno: Սարդարապատի ճակատամարտ, Turco: Serdarabad Muharebesi) fu una battaglia della Campagna del Caucaso, durante la prima guerra mondiale, che ebbe luogo vicino a Sardarapat (oggi Armavir), in Armenia, dal 21 al 29 maggio 1918. Essendo Sardarapat a soli 40 chilometri dalla capitale armena Yerevan, la battaglia non garantì solo l’arresto dell’invasione turca, ma la sopravvivenza stessa della nazione armena.

## Il contesto
Solo due mesi dopo la firma del trattato di Brest-Litovsk, l'Impero Ottomano attaccò i territori armeni della Russia. Violando il trattato firmato precedentemente con la Repubblica socialista federata sovietica della Russia, la quinta armata ottomana attraversò la frontiera nel maggio 1918 e attaccò Alexandropol (oggi Gyumri) dalla quale l'armata russa si era ritirata dopo la Rivoluzione del 1917.
Obiettivo ottomano era la conquista della Transcaucasia, necessaria per il perseguimento del panturchismo. Il governo tedesco non approvò l'iniziativa dell’alleato turco e rifiutò di fornire supporto su questo fronte.
Nell’area dell’Armenia russa non ancora occupata dagli ottomani si erano raccolti circa 350 000 rifugiati armeni sfuggiti al genocidio.
Le forze ottomane adottarono una strategia d'attacco su tre fronti. Dopo la caduta di Alexandropol l'armata ottomana si inoltrò nella valle dell'Ararat - il cuore dell'Armenia. Le truppe armene sotto il comando del generale Movses Silikyan sconfissero le truppe ottomane in  battaglia a Sardarapat, lanciando la contro-offensiva e vincendo nuovamente ad Abaran e Karakilisa.

## La Prima Repubblica Armena
Due giorni dopo la battaglia di Sardarapat, il Consiglio Nazionale a Tiflis proclamò l'indipendenza della Prima Repubblica di Armenia. La Repubblica capitolò a seguito dell’invasione bolscevica del paese nel novembre 1920.
In occasione del cinquantesimo anniversario della battaglia, nel 1968 venne realizzato un Monumento Memoriale della battaglia.